# NGC 318
NGC 318 este o galaxie lenticulară din constelația Pisces. A fost descoperită în 19 noiembrie 1850 de către Bindon Blood Stoney. De asemenea, a fost observată încă o dată în 6 noiembrie 1882 de către Édouard Stephan.